# مذكرات صياد
مذكرات صياد (بالروسية: Записки охотника)، هي مجموعة من القصص القصيرة نشرت 1852 بقلم أيفان تورغينيف. وكان هذا أول عمل كبير حقق له الشهرة. وكان قد كتب هذه المجموعة من القصص القصيرة بناء على ملاحظاته الخاصة عندما كان يذهب للصيد في أملاك والدته في سباسكوي، حيث شاهد إساءة معاملة الفلاحين وظلم النظام الروسي الذي قيدهم. كما ظهر على العمل تأثير الإساءة التي تعرض لها تورغينيف من قبل والدته. ونشرت القصص للمرة الأولى في جريدة “المعاصر" وكانت بشكل قصص منفصلة قبل أن تظهر في عام 1852 في شكل كتاب. كان على وشك التخلي عن الكتابة عندما تلقت قصته الأولى، "خور وكالينيتش”، الاستحسان. هذا العمل هو جزء من التقليد الواقعي الروسي في أن الراوي هو عادة مراقب غير مرتبط بالناس الذين يلتقيهم. العمل ككل أدى إلى وضع تورغينيف تحت الإقامة الجبرية في سباسكوي (كجزء من السبب، والسبب الآخر هو رثاؤه لنيقولاي غوغول). وكما كان أيضا أحد البذور التي أدت لإلغاء القنانة في روسيا.